# Fedcupový tým Itálie
Tým Itálie v Billie Jean King Cupu reprezentuje Itálii  v tenisové soutěži ženských týmů od roku 1963 pod vedením národního tenisového svazu Federazione Italiana Tennis e Padel. Představuje jedno ze čtyř družstev, které v soutěži odehrály všechny ročníky.
Itálie vyhrála ročníky 2006, 2009, 2010, 2013 a 2024. Jako poražený finalista skončila v letech 2007 a 2023. Po Rusku se stala druhým nejúspěšnějším týmem 1. desetiletí třetího tisíciletí. 
Hráčským týmovým statistikám vévodí bývalá světová pětka Sara Erraniová, která vyhrála 28 utkání a nastoupila do rekordních 26 mezistátních zápasů. Nejvyšší počet 15 ročníků odehrála Roberta Vinciová. Nehrající kapitánkou se v roce 2017 stala Tathiana Garbinová.

## Historie
V roce 2006 se Itálie stala prvním družstvem, které vyhrálo soutěž jako venkovní celek od zavedení  finálového formátu domácí–hosté v roce 1995.

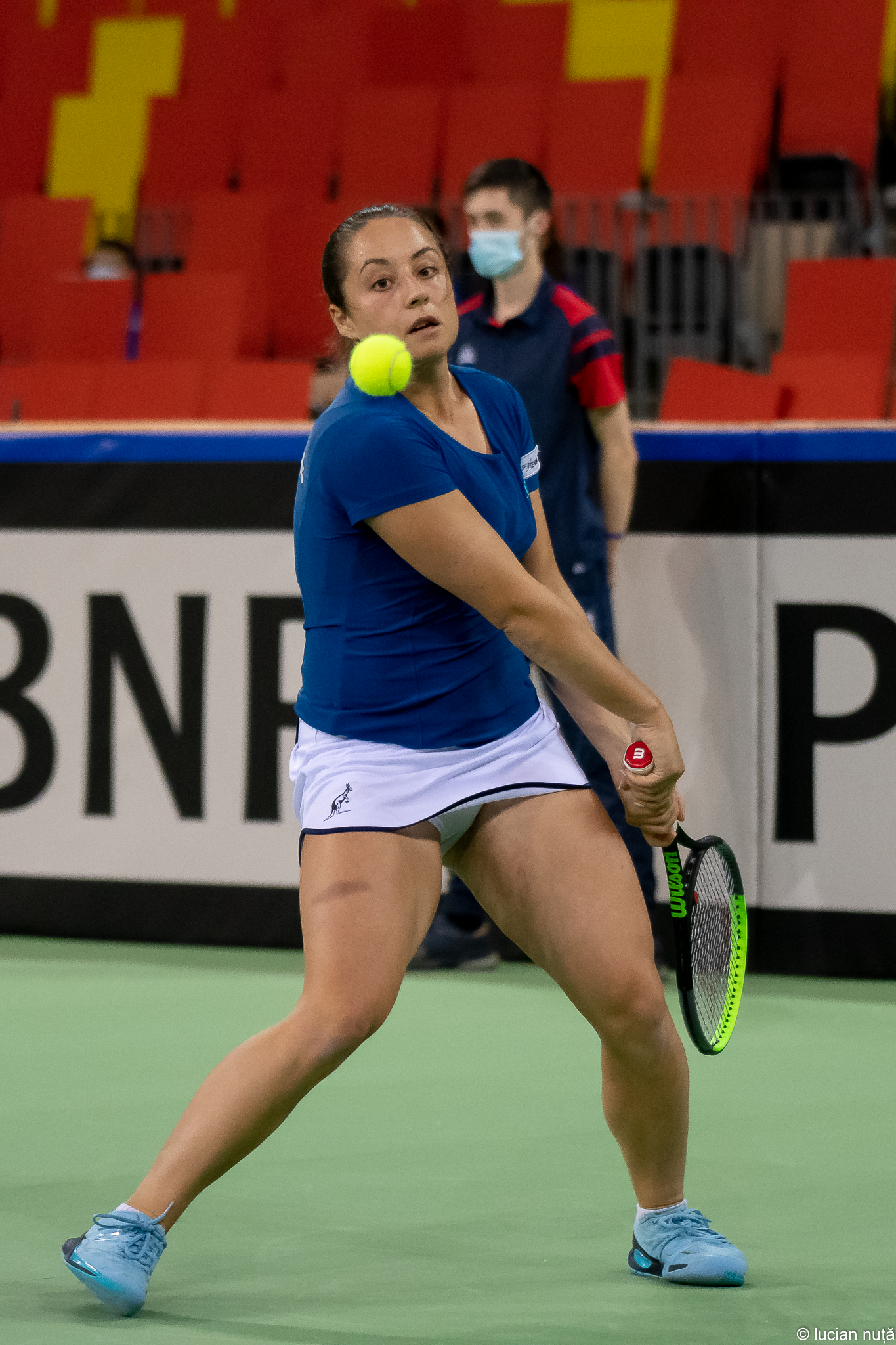
Cocciarettová ve světové baráži 2021

V roce 2012 Italky porazily v prvním kole Světové skupiny v Bielle Ukrajinu 3–2. V dubnovém semifinále pak v ostravské ČEZ Aréně nestačily na Česko vedené Petrou Kvitovou 1–4. Ve čtvrtfinále Světové skupiny 2013 zdolaly na domácí půdě Spojené státy 3:2, poté na palermské antuce oplatily porážku Češkám 3:1 a v cagliarském finále si poradily s Ruskem 4:0, když za hosty nenastoupily nejlepší hráčky pro zranění nebo únavu.
Roberta Vinciová držela spolu s Indonésankou Angelique Widjajaovou k roku 2011 rekord nejvyššího počtu 16 deblových výher bez jediné porážky. V roce 2012, po deblové výhře v úvodním kole Světové skupiny, Widjajaovou překonala.
Do světového finále Italky postoupily pošesté v ročníku 2023, když si účast na finálový turnaj zajistily bratislavskou výhrou v dubnovém kvalifikačním kole proti Slovensku. V listopadu 2023 pak ovládly základní skupinu finálové fáze po vítězstvích nad Francií a Německem. Ani v semifinále je v prvním vzájemném střetnutí nezastavilo Slovinsko. Až v souboji o titul podlehly Kanadě, když reprezentantky „země javorového listu“ ve finále debutovaly a Italky zdolaly počtvrté z pěti zápasů.
Jako obhájce finálové účasti získala Itálie přímou účast na finálovém turnaji 2024, v němž byla zrušena skupinová fáze a rozšířen vyřazovací systém pavouka. Po volném losu v malažské aréně Martina Carpeny vyřadily italské reprezentantky Japonsko a v semifinále i podruhé Polsko vedené světovou dvojkou Igou Świątekovou. V závěrečném finále porazily překvapení soutěže Slovensko. Pátou trofejí se zařadily po bok pětinásobných vítězů soutěže, Ruska a Španělska. Hlavní oporou šampionek byla světová čtyřka Jasmine Paoliniová, která hrála i čtyřhry s 37letou Erraniovou. Ta vytvořila rekord celé soutěže jedenáctiletým rozmezím mezi dvěma tituly. Členkami družstva byly také Cocciarettová, Bronzettiová a Trevisanová. O čtyři dny později na výhru Italek navázali jejich krajané v Davis Cupu 2024. Itálie se tak stala pátým státem, který ovládl Davis Cup i Billie Jean King Cup v jediném kalendářním roce.

## Statistiky

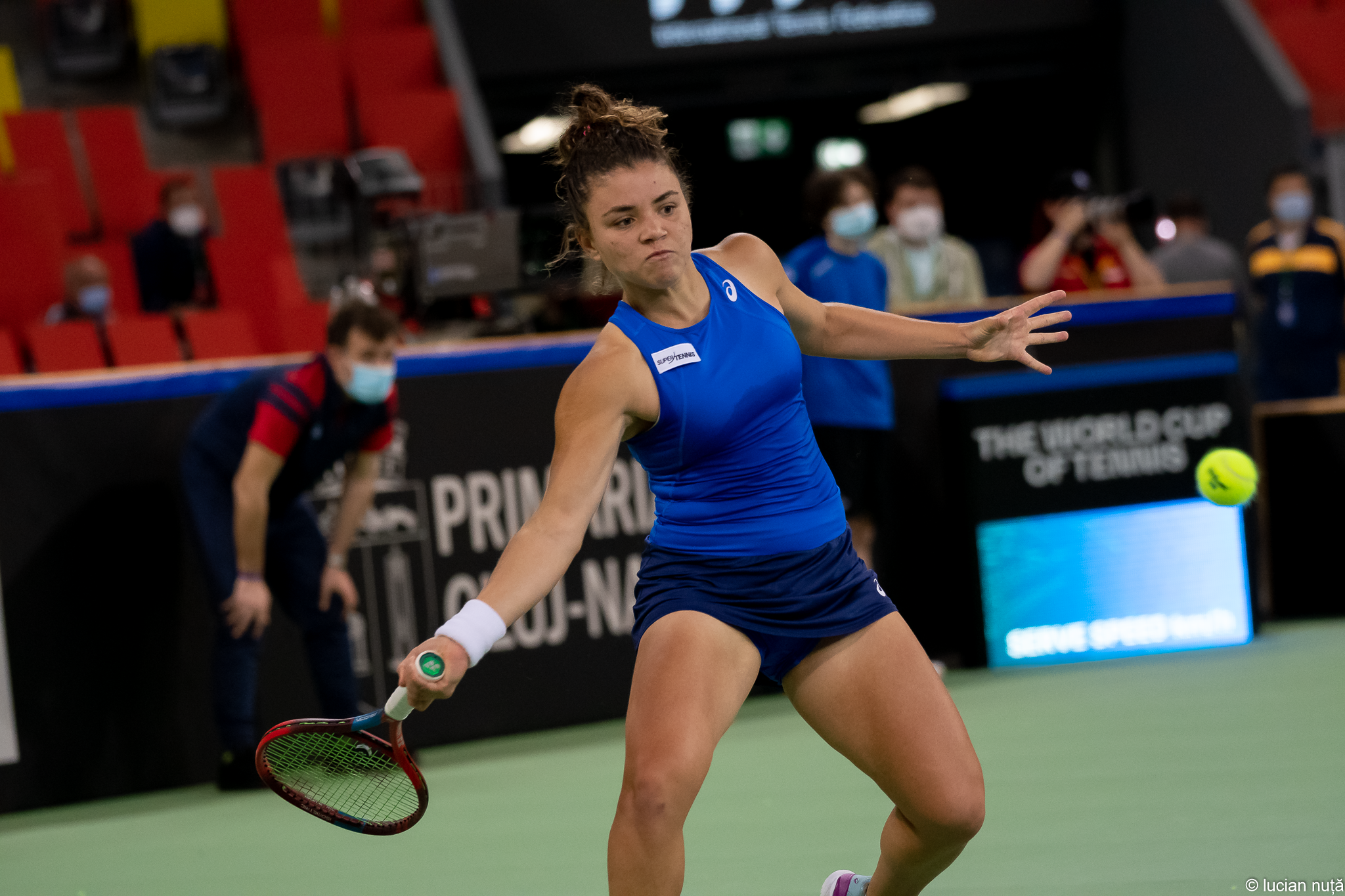
Paoliniová ve světové baráži 2021

Hráčským týmovým statistikám vévodí bývalá světová pětka Sara Erraniová, která vyhrála 28 zápasů. Bývalá čtvrtá hráčka žebříčku Francesca Schiavoneová ovládla nejvyšší počet 23 dvouher a deblová světová jednička Roberta Vinciová rekordních 18 čtyřher. Nejvíce, 26 mezistátních zápasů, odehrála Erraniová a v maximu patnácti ročníků se představila Vinciová.
Minimálně dvacet vyhraných zápasů, vedle Erraniové, Schiavoneové a Vinciové, zaznamenaly Silvia Farinaová Eliaová a Flavia Pennettaová. Ve 14 letech a 205 dnech se Manuela Zoniová stala nejmladší Italkou, která zasáhla do soutěže, když v květnu 1975 nastoupila s Luciou Bassiovou do čtyřhry druhého kola Poháru federace proti Rumunsku. Naopak jako nejstarší utkání odehrála Lea Pericoliová ve 40 letech a 44 dnech, když zasáhla s Bassiovou do čtyřhry úvodního kola téhož ročníku 1975 proti Brazílii.
Nejdelší italské utkání trvalo 3 hodiny a 28 minut. V prvním kole Světové skupiny 2002 v něm Antonella Serraová Zanettiová porazila Švédku Åsu Svenssonovou po třísetovém průběhu 6–7, 6–3 a 10–8. Nejvyšší počet 149 gamů Italky odehrály v úvodním kole Světové skupiny 2011 proti Austrálii, s výsledkem 4:1. Čtyři z pěti utkání v Hobartu měla třísetový průběh. Obrat se stavu 0:2 na zápasy se Itálii nikdy nepodařil.

## Výsledky

### 2000–2009
| Rok  | soutěž                      | datum           | místo                      | povrch    | soupeř        | skóre | výsledek      |
| ---- | --------------------------- | --------------- | -------------------------- | --------- | ------------- | ----- | ------------- |
| 2009 | Světová skupina, 1. kolo    | 7.–8. února     | Orléans, Francie           | tvrdý (h) | Francie       | 5–0   | výhra         |
| 2009 | Světová skupina, semifinále | 25.–26. dubna   | Castellaneta, Itálie       | antuka    | Rusko         | 4–1   | výhra         |
| 2009 | Světová skupina, finále     | 7.–8. listopadu | Reggio di Calabria, Itálie | antuka    | Spojené státy | 4–0   | vítězství (2) |

### 2010–2019
| Rok  | soutěž                      | datum           | místo                    | povrch     | soupeř        | skóre | výsledek      |
| ---- | --------------------------- | --------------- | ------------------------ | ---------- | ------------- | ----- | ------------- |
| 2010 | Světová skupina, 1. kolo    | 6.–7. února     | Charkov, Ukrajina        | tvrdý (h)  | Ukrajina      | 4–1   | výhra         |
| 2010 | Světová skupina, semifinále | 24.–25. dubna   | Řím, Itálie              | antuka     | Česko         | 5–0   | výhra         |
| 2010 | Světová skupina, finále     | 6.–7. listopadu | San Diego, Spojené státy | tvrdý (h)  | Spojené státy | 3–1   | vítězství (3) |
| 2011 | Světová skupina, 1. kolo    | 5.–6. února     | Hobart, Austrálie        | tvrdý      | Austrálie     | 4–1   | výhra         |
| 2011 | Světová skupina, semifinále | 16.–17. dubna   | Moskva, Rusko            | tvrdý (h)  | Rusko         | 0–5   | prohra        |
| 2012 | Světová skupina, 1. kolo    | 4.–5. února     | Biella, Itálie           | antuka (h) | Ukrajina      | 3–2   | výhra         |
| 2012 | Světová skupina, semifinále | 21.–22. dubna   | Ostrava, Česko           | tvrdý (h)  | Česko         | 1–4   | prohra        |
| 2013 | Světová skupina, 1. kolo    | 9.–10. února    | Rimini, Itálie           | antuka (h) | Spojené státy | 3–2   | výhra         |
| 2013 | Světová skupina, semifinále | 20.–21. dubna   | Palermo, Itálie          | antuka     | Česko         | 3–1   | výhra         |
| 2013 | Světová skupina, finále     | 2.–3. listopadu | Cagliari, Itálie         | antuka     | Rusko         | 4–0   | vítězství (4) |
| 2014 | Světová skupina, 1. kolo    | 8.–9. února     | Cleveland, Spojené státy | tvrdý (h)  | Spojené státy | 3–1   | výhra         |
| 2014 | Světová skupina, semifinále | 19.–20. dubna   | Ostrava, Česko           | tvrdý (h)  | Česko         | 0–4   | prohra        |
| 2015 | Světová skupina, 1. kolo    | 7.–8. února     | Itálie, Itálie           | antuka (h) | Francie       | 2–3   | prohra        |
| 2015 | Světová skupina, baráž      | 18.–19. dubna   | Brindisi, Itálie         | antuka     | Spojené státy | 3–2   | výhra         |
| 2016 | Světová skupina, 1. kolo    | 6.–7. února     | Marseille, Francie       | tvrdý (h)  | Francie       | 1–4   | prohra        |
| 2016 | Světová skupina, baráž      | 16.–17. dubna   | Lleida, Španělsko        | antuka     | Španělsko     | 0–4   | prohra        |
| 2017 | 2. světová skupina, 1. kolo | 11.–12. února   | Forlì, Itálie            | antuka     | Slovensko     | 2–3   | prohra        |
| 2017 | 2. světová skupina, baráž   | 22.–23. dubna   | Barletta, Itálie         | antuka     | Tchaj-wan     | 3–1   | výhra         |
| 2018 | 2. světová skupina, 1. kolo | 10.–11. února   | Chieti, Itálie           | antuka (h) | Španělsko     | 3–2   | výhra         |
| 2018 | Světová skupina, baráž      | 21.–22. dubna   | Janov, Itálie            | antuka     | Belgie        | 0–4   | prohra        |
| 2019 | 2. světová skupina, 1. kolo | 9.–10. února    | Biel/Bienne, Švýcarsko   | tvrdý (h)  | Švýcarsko     | 1–3   | prohra        |
| 2019 | 2. světová skupina, baráž   | 20.–21. dubna   | Moskva, Rusko            | antuka (h) | Rusko         | 0–4   | prohra        |

### 2020–2029
| Rok  | soutěž                                 | datum              | místo                       | povrch    | soupeř     | skóre | výsledek      |
| ---- | -------------------------------------- | ------------------ | --------------------------- | --------- | ---------- | ----- | ------------- |
| 2021 | Zóna Evropy a Afriky, základní skupina | 5. února 2020      | Tallinn, Estonsko           | tvrdý     | Rakousko   | 3–0   | výhra         |
| 2021 | Zóna Evropy a Afriky, základní skupina | 6. února 2020      | Tallinn, Estonsko           | tvrdý     | Estonsko   | 2–1   | výhra         |
| 2021 | Zóna Evropy a Afriky, základní skupina | 7. února 2020      | Tallinn, Estonsko           | tvrdý     | Řecko      | 3–0   | výhra         |
| 2021 | Zóna Evropy a Afriky, souboj o postup  | 8. února 2020      | Tallinn, Estonsko           | tvrdý     | Chorvatsko | 2–0   | výhra         |
| 2021 | Světová baráž                          | 16.–17. dubna 2021 | Kluž, Rumunsko              | tvrdý     | Rumunsko   | 3–1   | výhra         |
| 2022 | Kvalifikační kolo                      | 15.–16. dubna      | Alghero, Itálie             | tvrdý     | Francie    | 3–0   | výhra         |
| 2022 | Finálový turnaj, základní skupina      | 9. listopadu       | Glasgow, Spojené království | tvrdý (h) | Švýcarsko  | 0–3   | prohra        |
| 2022 | Finálový turnaj, základní skupina      | 10. listopadu      | Glasgow, Spojené království | tvrdý (h) | Kanada     | 0–3   | prohra        |
| 2023 | Kvalifikační kolo                      | 14.–15. dubna      | Bratislava, Slovensko       | tvrdý (h) | Slovensko  | 3–2   | výhra         |
| 2023 | Finálový turnaj, základní skupina      | 9. listopadu       | Sevilla, Španělsko          | tvrdý (h) | Francie    | 2–1   | výhra         |
| 2023 | Finálový turnaj, základní skupina      | 10. listopadu      | Sevilla, Španělsko          | tvrdý (h) | Německo    | 3–0   | výhra         |
| 2023 | Finálový turnaj, semifinále            | 11. listopadu      | Sevilla, Španělsko          | tvrdý (h) | Slovinsko  | 2–0   | výhra         |
| 2023 | Finálový turnaj, finále                | 12. listopadu      | Sevilla, Španělsko          | tvrdý (h) | Kanada     | 0–2   | porážka       |
| 2024 | Finálový turnaj, čtvrtfinále           | 16. listopadu      | Malaga, Španělsko           | tvrdý (h) | Japonsko   | 2–1   | výhra         |
| 2024 | Finálový turnaj, semifinále            | 18. listopadu      | Malaga, Španělsko           | tvrdý (h) | Polsko     | 2–1   | výhra         |
| 2024 | Finálový turnaj, finále                | 20. listopadu      | Malaga, Španělsko           | tvrdý (h) | Slovensko  | 2–0   | vítězství (5) |
| 2025 | Finálový turnaj, čtvrtfinále           | 16. září           | Šen-čen, Čína               | tvrdý (h) | Čína       |       |               |

## Přehled finále: 7 (5–2)
| Výsledek  | Č. | datum a místo konání                                                                              | Italky                                                                                                   | soupeřky                                                                                           | skóre |
| --------- | -- | ------------------------------------------------------------------------------------------------- | --- | -------------------------------------------------------------------------------------------------- | ----- |
| Vítěz     | 1. | Fed Cup 2006 16.–17. září 2006 Charleroi, Belgie tvrdý (h), Spiroudome                            | Francesca Schiavoneová Flavia Pennettaová Mara Santangelová Roberta Vinciová                             | Belgie                                                                                             | 3–2   |
| Vítěz     | 1. | Fed Cup 2006 16.–17. září 2006 Charleroi, Belgie tvrdý (h), Spiroudome                            | Francesca Schiavoneová Flavia Pennettaová Mara Santangelová Roberta Vinciová                             | Justine Heninová Kirsten Flipkensová Caroline Maesová Leslie Butkiewicz                            | 3–2   |
| Finalista | 1. | Fed Cup 2007 15.–16. září 2007 Moskva, Rusko tvrdý (h), Palác sportu Lužniki                      | Francesca Schiavoneová Mara Santangelová Roberta Vinciová Flavia Pennettaová                             | Rusko                                                                                              | 0–4   |
| Finalista | 1. | Fed Cup 2007 15.–16. září 2007 Moskva, Rusko tvrdý (h), Palác sportu Lužniki                      | Francesca Schiavoneová Mara Santangelová Roberta Vinciová Flavia Pennettaová                             | Světlana Kuzněcovová Anna Čakvetadzeová Naděžda Petrovová Jelena Vesninová                         | 0–4   |
| Vítěz     | 2. | Fed Cup 2009 7.–8. listopadu 2009 Reggio di Calabria, Itálie antuka, Circolo del Tennis           | Flavia Pennettaová Francesca Schiavoneová Sara Erraniová Roberta Vinciová                                | Spojené státy                                                                                      | 4–0   |
| Vítěz     | 2. | Fed Cup 2009 7.–8. listopadu 2009 Reggio di Calabria, Itálie antuka, Circolo del Tennis           | Flavia Pennettaová Francesca Schiavoneová Sara Erraniová Roberta Vinciová                                | Melanie Oudinová Alexa Glatchová Liezel Huberová Vania Kingová                                     | 4–0   |
| Vítěz     | 3. | Fed Cup 2010 6.–7. listopadu 2010 San Diego, Spojené státy tvrdý (h), San Diego Sports Arena      | Flavia Pennettaová Francesca Schiavoneová Sara Erraniová Roberta Vinciová                                | Spojené státy                                                                                      | 3–1   |
| Vítěz     | 3. | Fed Cup 2010 6.–7. listopadu 2010 San Diego, Spojené státy tvrdý (h), San Diego Sports Arena      | Flavia Pennettaová Francesca Schiavoneová Sara Erraniová Roberta Vinciová                                | Bethanie Matteková-Sandsová Melanie Oudinová Coco Vandewegheová Liezel Huberová                    | 3–1   |
| Vítěz     | 4. | Fed Cup 2013 2.–3. listopadu 2013 Cagliari, Itálie antuka, Tennis Club Cagliari                   | Sara Erraniová Roberta Vinciová Flavia Pennettaová Karin Knappová                                        | Rusko                                                                                              | 4–0   |
| Vítěz     | 4. | Fed Cup 2013 2.–3. listopadu 2013 Cagliari, Itálie antuka, Tennis Club Cagliari                   | Sara Erraniová Roberta Vinciová Flavia Pennettaová Karin Knappová                                        | Alexandra Panovová Alisa Klejbanovová Irina Chromačovová Margarita Gasparjanová                    | 4–0   |
| Finalista | 2. | Billie Jean King Cup 2023 12. listopadu 2023 Sevilla, Španělsko tvrdý (hala), Estadio La Cartuja  | Jasmine Paoliniová Martina Trevisanová Elisabetta Cocciarettová Lucia Bronzettiová Lucrezia Stefaniniová | Kanada                                                                                             | 0–2   |
| Finalista | 2. | Billie Jean King Cup 2023 12. listopadu 2023 Sevilla, Španělsko tvrdý (hala), Estadio La Cartuja  | Jasmine Paoliniová Martina Trevisanová Elisabetta Cocciarettová Lucia Bronzettiová Lucrezia Stefaniniová | Leylah Fernandezová Rebecca Marinová Eugenie Bouchardová Marina Stakusicová Gabriela Dabrowská     | 0–2   |
| Vítěz     | 5. | Billie Jean King Cup 2024 20. listopadu 2024 Malaga, Španělsko tvrdý (hala), Martin Carpena Arena | Jasmine Paoliniová Elisabetta Cocciarettová Lucia Bronzettiová Sara Erraniová Martina Trevisanová        | Slovensko                                                                                          | 2–0   |
| Vítěz     | 5. | Billie Jean King Cup 2024 20. listopadu 2024 Malaga, Španělsko tvrdý (hala), Martin Carpena Arena | Jasmine Paoliniová Elisabetta Cocciarettová Lucia Bronzettiová Sara Erraniová Martina Trevisanová        | Rebecca Šramková Anna Karolína Schmiedlová Viktória Hrunčáková Renáta Jamrichová Tereza Mihalíková | 2–0   |

## Složení týmu
| Rok  | Členky týmu              | Členky týmu              | Členky týmu               | Členky týmu         |
| ---- | ------------------------ | ------------------------ | ------------------------- | ------------------- |
| 2019 | Camila Giorgiová         | Sara Erraniová           | Martina Trevisanová       | Jasmine Paoliniová  |
| 2019 | Deborah Chiesaová        | Elisabetta Cocciarettová | —                         | —                   |
| 2021 | Jasmine Paoliniová       | Camila Giorgiová         | Giulia Gatto-Monticoneová | Martina Trevisanová |
| 2021 | Elisabetta Cocciarettová | Bianca Turatiová         | —                         | —                   |
| 2022 | Camila Giorgiová         | Jasmine Paoliniová       | Martina Trevisanová       | Lucia Bronzettiová  |
| 2022 | Elisabetta Cocciarettová | —                        | —                         | —                   |
| 2023 | Martina Trevisanová      | Camila Giorgiová         | Elisabetta Cocciarettová  | Jasmine Paoliniová  |
| 2023 | Lucia Bronzettiová       | —                        | —                         | —                   |
| 2024 | Jasmine Paoliniová       | Elisabetta Cocciarettová | Lucia Bronzettiová        | Sara Erraniová      |
| 2024 | Martina Trevisanová      | —                        | —                         | —                   |

## Nehrající kapitáni
- Raffaella Reggiová, 1998–2001
- Corrado Barazzutti, 2002–2016
- Tathiana Garbinová, od 2017